# Juliusz Multarzyński
Juliusz Józef Multarzyński (ur. 16 czerwca 1948 w Nowej Rudzie) – polski artysta fotografik, inżynier, dziennikarz, menedżer kultury, wydawca.

## Życiorys
Absolwent Politechniki Wrocławskiej (Katedra Fototechniki, dyplom u Adama Zaleskiego, 1976); Studium Fotografii i Filmu w Centralnym Ośrodku Metodyki Upowszechniania Kultury przy Ministerstwie Kultury i Sztuki (1976); Studiów Podyplomowych Fotografii Naukowej i Technicznej na Uniwersytecie Warszawskim (1985), Podyplomowych Studiów Menadżerów Kultury w Szkole Głównej Handlowej w Warszawie (1998).
Pracował jako laborant we Wrocławskich Zakładach Włókien Sztucznych (1967–1968); mistrz w Zakładach Przemysłu Jedwabniczego „Silwana” w Gorzowie Wielkopolskim (1972–1974); specjalista technolog w Polskich Zakładach Optycznych w Warszawie (1976–1980); kierownik pracowni fotografii barwnej i reklamowej w Przedsiębiorstwie Usług Filmowych „Polfilm” w Warszawie (1980–1988).
W młodości trenował kolarstwo, podnoszenie ciężarów oraz pływanie; przez wiele letnich sezonów pracował jako ratownik wodny; był instruktorem fotografii w warszawskich domach kultury, nauczycielem w Technikum Fotograficznym w Warszawie oraz wykładowcą na Uniwersytecie Warszawskim.
Od 1985 wykonuje wolny zawód artysty fotografika.
Należy do: Związku Autorów i Kompozytorów Scenicznych (ZAiKS, 1987); Stowarzyszenia Dziennikarzy Polskich (SDP, 1989), Dolnośląskiego Stowarzyszenia Artystów Fotografików i Twórców Audiowizualnych (DSFiTA, dawniej Wrocławskie Towarzystwo Fotograficzne, 1995); Fotoklubu Rzeczypospolitej Polskiej – Stowarzyszenie Twórców (członek kapituły, 1996); Międzynarodowej Federacji Sztuki Fotograficznej (FIAP, 1996); Związku Polskich Artystów Fotografików (ZPAF, 1998).

## Działalność artystyczna
Specjalizuje się w fotografowaniu wydarzeń związanych z muzyką poważną, operą i baletem. Podstawową jego działalnością artystyczną jest wystawiennictwo. Indywidualne wystawy były wielokrotnie prezentowane w najważniejszych ośrodkach kulturalnych w Polsce oraz za granicą (m.in. w takich krajach jak: Japonia, Luksemburg, Niemcy, Norwegia, Rosja, Szwajcaria, Tajwan, Włochy, Ukraina, USA).
Współpracuje z Teatrem Wielkim – Operą Narodową i pozostałymi polskimi scenami operowymi, z Filharmonią Narodową, Narodowym Instytutem Fryderyka Chopina, Instytutem Muzyki i Tańca, wieloma festiwalami muzycznymi, m.in. Festiwalem Chopin w barwach jesieni w Antoninie, Festiwalem im. Krystyny Jamroz w Busku-Zdroju, Międzynarodowym Festiwalem Chopinowskim w Dusznikach-Zdroju, Festiwalem im. Stanisława Moniuszki w Kudowie-Zdroju, Festiwalem im. Kiepury w Krynicy, Festiwalem im. Adama Didura w Sanoku, Festiwalem Chopin i Jego Europa w Warszawie, Międzynarodowym Festiwalem „Wratislawia Cantans” oraz wieloma instytucjami kultury.
Współpracował również z Teatrem Muzycznym „Roma” (Bogusław Kaczyński), Polskim Teatrem Tańca (Ewa Wycichowska) i Śląskim Teatrem Tańca (Jacek Łumiński) w Bytomiu oraz teatrami dramatycznymi: Teatr Polski im. Arnolda Szyfmana w Warszawie (Kazimierz Dejmek), Teatr Komedia (Olga Lipińska), Teatr Północny (Marek Grzesiński), Teatr Dramatyczny m.st. Warszawy (Zbigniew Zapasiewicz i Maciej Prus).
Wiele prac fotograficznych zostało nagrodzonych na krajowych i międzynarodowych konkursach fotograficznych oraz trafiło do kolekcji muzealnych i prywatnych.
W okresie studiów założył i był prezesem Klubu Filmowego „Kwant” przy Politechnice Wrocławskiej.
Wspólnie z przyjacielem Wiesławem Sornatem w 2006 założył portal internetowy maestro.net.pl poświęcony operze, baletowi i muzyce poważnej oraz portal bolechow.eu

## Najważniejsze wystawy
- Spotkanie na Wielkiej Sowie (1965)
- Na szlaku (1971)
- Pięćdziesiąt baletowych pas (1987)
- Jan Paweł II w Teatrze Wielkim (1991)
- Nasz Niżyński (1991)
- Viva Opera (1996)
- Baletowe klimaty (1996)
- Opery Krzysztofa Pendereckiego (1997)
- Mój Verdi (2001)
- Balet (2002)
- Daibutai (2005)
- Dyrygenci – alfabet ekspresji (2007)
- Marcella Sembrich-Kochańska, Polka, artystka świata (2008)
- E.T.A. Hoffmann – życie i twórczość (2009)
- Pianiści – studium rubato (2010)
- Ryszard Wagner na polskich scenach (2013)
- Chwilo! Trwaj, jesteś piękna (2025)[4]

## Publikacje
Opublikował łącznie ok. 3000 fotografii w ponad 200 tytułach prasowych.
Od początku swojej działalności artystycznej publikuje fotografie w krajowych i zagranicznych dziennikach i periodykach m.in. w takich jak: „Ruch Muzyczny”, „Wiadomości kulturalne”, „Dialog”, „Tygodnik Solidarność”, „Le Theatre en Pologne”, „Rzeczpospolita”, „Gazeta Wyborcza”, „Ekspress Wieczorny”, „Polityka”, „Przekrój”, „Wprost”, „Kobieta i Życie”, „Pani”, „Twój Styl”, „Marie Claire”, „Foto”, „Magazyn Fotograficzny”, „Fotografia”, „Perspektywy”, „Razem”, „Buhne”, „Opera News”, „Opera National”, „Opern Welt”, „Das Opernglas”, „Ballett International”, „Tanz-la danse suisse”, „Das Orchester”, „Time”, „Le Soir”, „Le Figaro”, „Frankfurter Allgemeine Zeitung”.
Opublikował fotografie w ponad 150 książkach, m.in.
- Teatr Polski w Warszawie. 1988
- Kronika Opery. 1993
- The New Grove Dictionary Of Women Composers, Nowy Jork 1994
- Nowa Encyklopedia Powszechna. 1995
- Galina. 2000
- Pół wieku Opery Śląskiej. 2001
- Księga Dziesięciolecia Polski Niepodległej. 2001
- 100 Lat Filharmonii w Warszawie. 2001
- Polska Scena Narodowa. Wizja teatru europejskiego. 2002
- Leksykon operowy. Belgrad 2005
- Adam Didur i wokaliści polscy na scenach operowych świata przełomu XIX/XX wieku. 2010
- World Scenography 1975–1990. Kanada 2012
- Polacy w świecie wielkiej opery. 2013
- Krystyna Jamroz – życie dla sceny. 2014
- Uwikłana w historię. Opera w Teatrze Wielkim w Warszawie. 2015
- Felietony operowe. 2016
- Wejście dla artystów. 2018
- Polska Szulamis. Studia o Teatrze polskim i żydowskim. 2018
- Gerard Wilk. Tancerz. 2019

## Autorskie publikacje książkowe
- Balet w Polsce (współautor: Jan Stanisław Witkiewicz). Wyd. Iskry Warszawa 1998
- Mój Verdi. Time Warszawa 2001
- Dyrygenci – alfabet ekspresji. Filharmonia Śląska Katowice 2007
- Pianiści – studium rubato. Fundacja Pomocy Artystom Polskim Czardasz Kraków 2010
- Międzynarodowy Festiwal Muzyczny im. Krystyny Jamroz w Busku-Zdroju (1995-2014) (wsp. Adam Czopek). Buskie Samorządowe Centrum Kultury 2014
- Marcella Sembrich-Kochańska. Artystka świata (wsp. Małgorzata Komorowska). Multart Warszawa 2016
- Maria Foltyn. Życie z Moniuszką (wsp. Adam Czopek). Multart Warszawa 2019 ISBN 978-83-61912-04-0.

## Nagrody i odznaczenia
- Medal Wacława Niżyńskiego (1991)
- Brązowy Krzyż Zasługi (2000, za zasługi w pracy na rzecz rozwoju fotografiki polskiej)[5]
- Odznaka „Zasłużony Działacz Kultury” (2001)
- Srebrny Medal „Zasłużony Kulturze Gloria Artis” (2015)
- Medal „Za Zasługi dla Fotografii Polskiej” nadawany w 100. rocznicę odzyskania przez Polskę Niepodległości (1918-2018), (2018). fotoklubrp.org. [zarchiwizowane z tego adresu (2018-03-07)].
- Honorowy dyplom Stowarzyszenia Polskich Artystów Teatru, Filmu, Radia i Telewizji ZASP za „upamiętnianie Marcelli Sembrich-Kochańskiej wielkiej polskiej artystki, ambasadorki kultury polskiej” (2019)
- Złoty Medal „Za Fotograficzną Twórczość” w 25 rocznicę powołania Stowarzyszenia Twórców Fotoklubu Rzeczpospolitej Polskiej 1995-2020[6]
- Specjalna Teatralna Nagroda Muzyczna im. Jana Kiepury za całokształt pracy artystycznej (2022)[7]
- Złoty Krzyż Zasługi (nadanie 2024[8]; wręczenie 2025[9])